# Gare de Motteville
Gare de Motteville vasútállomás Franciaországban, Motteville településen.

## Vasútvonalak
Az állomást az alábbi vasútvonalak érintik:
- Párizs–Le Havre-vasútvonal

## Kapcsolódó állomások
A vasútállomáshoz az alábbi állomások vannak a legközelebb:
- Gare d’Yvetot
- Gare de Pavilly-Station